# Dokaka
Dokaka est un musicien japonais, connu pour ses performances de beatbox.
Sa réputation s'est forgée grâce à la publication sur son site internet de reprises de King Crimson, Led Zeppelin, Wes Montgomery, Slayer, des Rolling Stones ou de Miles Davis, entre autres. Il a ensuite participé à l'album Medúlla (2004) de Björk. Son premier album Human Interface (2009) est composé exclusivement d'échantillons de sa voix.